# Mojo (Cluwak)
Mojo is een bestuurslaag in het regentschap Pati van de provincie Midden-Java, Indonesië. Mojo telt 5371 inwoners (volkstelling 2010).